# Eurodryas virgata
Eurodryas virgata är en fjärilsart som beskrevs av Tutt 1896. Eurodryas virgata ingår i släktet Eurodryas och familjen praktfjärilar. Inga underarter finns listade i Catalogue of Life.